# حبق لاميوني الأوراق
حبق لاميوني الأوراق (الاسم العلمي:Ocimum lamiifolium) هو نوع من النباتات يتبع جنس الحبق من الفصيلة الشفوية.